# Hercules (Australië)
Hercules is een historisch merk van motorfietsen.
Australisch merk van Harry Jackson die al voor de Eerste Wereldoorlog (welk jaar is niet bekend) begon motorfietsen te produceren. 
Zoals alle Australische merken gebruikte hij blokken van toeleveranciers uit Europa. De Australische Hercules-machines waren waarschijnlijk met niet minder dan 15 verschillende inbouwmotoren leverbaar. Jackson gebruikt vrijwel altijd de Sturmey-Archer CS-versnellingsbak en een Mk2 Druid-voorvork, maar de motorblokken kwamen onder andere van JAP, MAG en Coventry Victor en daarnaast waren er nog tweetaktblokken van alle bekende leveranciers.
- Andere merken met de naam Hercules, zie Hercules (Birmingham) - Hercules (Derby) -Hercules (Neurenberg).